# Pelješac

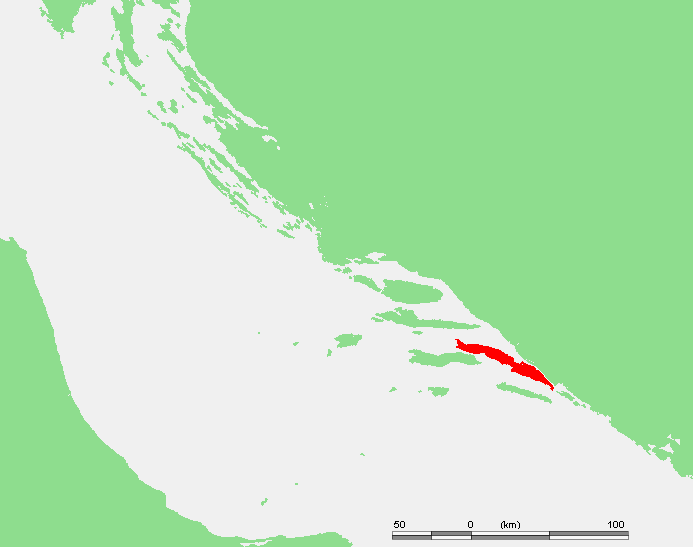
Locatie van Pelješac.

Pelješac (Italiaans: Sabbioncello) is een schiereiland in het zuiden van Kroatië, in de provincie Dubrovnik-Neretva. Het schiereiland is ongeveer 70 kilometer lang en is met het vasteland verbonden via een isthmus bij Ston. Pelješac is sinds 26 juli 2022 via de Pelješacbrug ook aan het noordelijke deel van Kroatië verbonden.

## Gemeenten
Pelješac wordt onderverdeeld in de volgende gemeenten:
- Orebić in het westelijk deel, met 4.165 inwoners (2001)
- Trpanj in het noordwesten, met 871 inwoners
- Janjina in het midden, met 593 inwoners
- Ston in het oosten, met 2.605 inwoners